# Halavari Jrambar
Halavari Jrambar är en reservoar i Armenien.   Den ligger i provinsen Aragatsotn, i den nordvästra delen av landet, 60 kilometer norr om huvudstaden Jerevan. Halavari Jrambar ligger 2 078 meter över havet.
Trakten runt Halavari Jrambar består i huvudsak av gräsmarker. Runt Halavari Jrambar är det ganska tätbefolkat, med 60 invånare per kvadratkilometer.